# Колгоспник (Хорол)
«Колгоспник» — український радянський футбольний клуб із Хоролу. До 1959 року носив назву «Урожай». У 1950-1960-х роках команда брала участь у розіграшах Кубка та Чемпіонату Полтавської області. Була бронзовим призером осіннього чемпіонату 1956 року та стала чемпіоном області в 1959 році.

## Досягнення
Чемпіонат Полтавської області
- Чемпіон (1): 1959
- Срібний призер (1): 1956 (о)